# Hugo Ilberg
Friedrich Theodor Hugo Ilberg (* 24. Juli 1828 in Hohenmölsen; † 30. November 1883 in Dresden) war ein deutscher Gymnasialdirektor.

## Leben
Ilberg war der Sohn eines Gerichtsamtmanns, der später Kreisrichter in Kölleda und Belgern wurde. Nachdem er von einem Hauslehrer vorbereitet worden war, besuchte er von 1843 bis 1849 die Landesschule Pforta. Seine hiesigen Lehrer Karl Kirchner, Karl Steinhart, August Koberstein und Karl Keil beeinflussten ihn maßgeblich, so dass sich Ilberg nach dem Examen entschloss, Klassische Philologie zu studieren. Er bezog die nahe gelegene Hallenser Universität, wo er besonders Gottfried Bernhardy und den damaligen Privatdozenten Heinrich Keil hörte. Nach drei Semestern wechselte er im Herbst 1850 an die Universität Bonn, wo seine akademischen Lehrer Friedrich Ritschl, Friedrich Gottlieb Welcker, Christian August Brandis, Friedrich Christoph Dahlmann, Karl Schaarschmidt und Jacob Bernays waren. In Bonn machte er auch seine ersten wissenschaftlichen Gehversuche: Gemeinsam mit seinem Kommilitonen Theodor Hug reichte er eine Lösung der Preisaufgabe ein, bei der die Fragmente des Quintus Ennius samt Untersuchung zum Lebenslauf und zur schriftstellerischen Technik des Dichters erklärt werden sollten. Diese Arbeit erhielt allerdings nur den zweiten Preis; Sieger war der spätere Ennius-Spezialist Johannes Vahlen.
Nach der Oberlehrerprüfung im Herbst 1852 zog Ilberg nach Berlin, wo er am Friedrich-Wilhelms-Gymnasium unter dem Rektor Karl Ferdinand Ranke sein Probejahr antrat. Aber schon nach drei Monaten erhielt er einen Ruf an das Marienstiftsgymnasium in Stettin, wo er vier Jahre lang unter den Rektoren Karl Hasselbach und Karl Ludwig Peter arbeitete. Zu seinen Lehrerkollegen gehörten Hermann Rassow, Gustav Wendt, Franz Kern und Richard Volkmann. In seiner Stettiner Zeit heiratete Ilberg Klara Weißwang, die Tochter eines verstorbenen Gerichtsamtmannes zu Schwarzenberg im Erzgebirge. Sie zogen 1857 nach Magdeburg um, wo Ilberg eine Lehrerstelle am Gymnasium und Konvikt des Klosters Unserer Lieben Frauen erhalten hatte. 1861 wechselte Ilberg nach Weimar an das Wilhelm-Ernst-Gymnasium, dessen Gymnasialdirektor, sein ehemaliger Stettiner Kollege Hermann Rassow, ihn zum Konrektor bestellte.

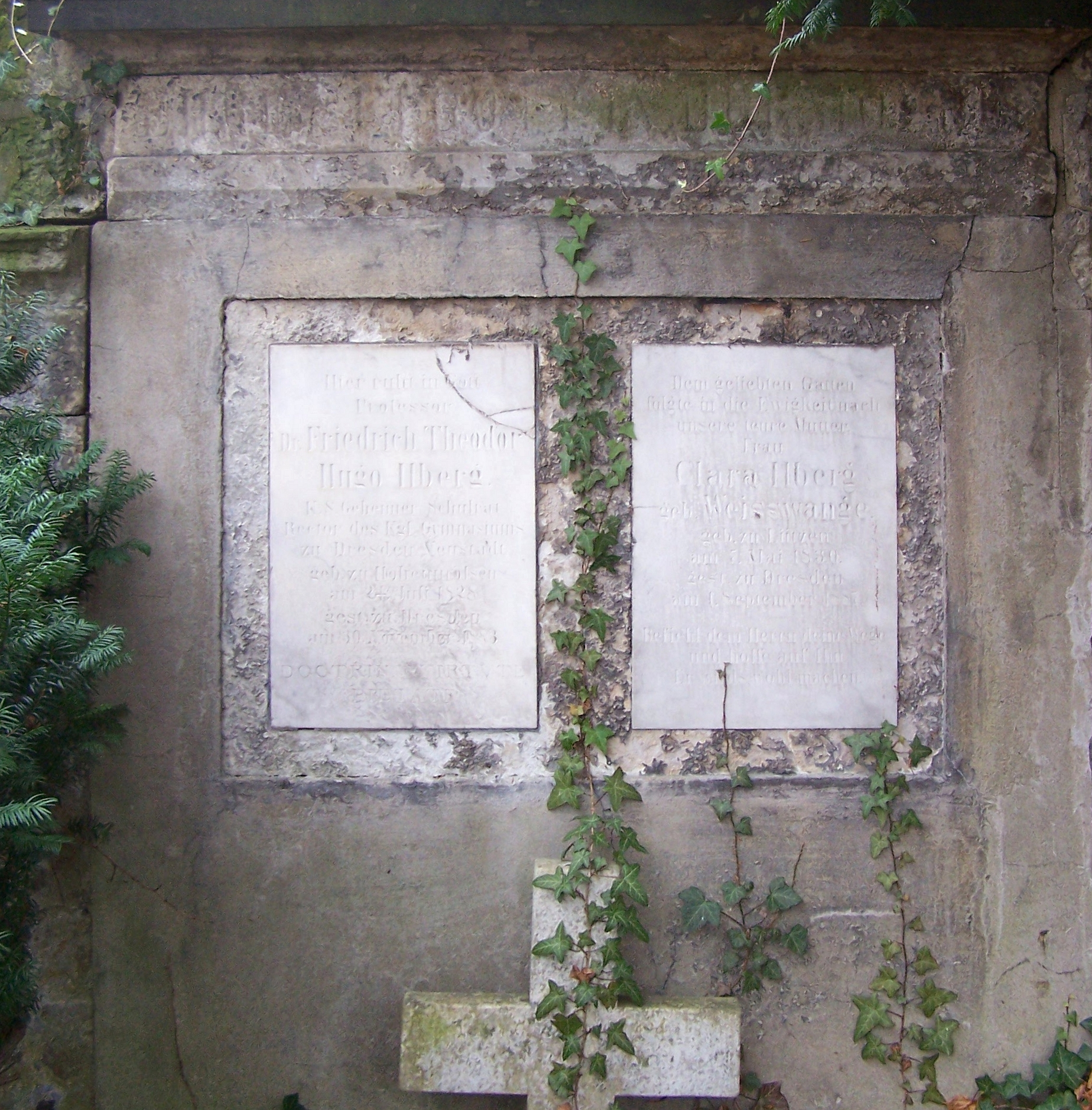
Grab von Ilberg auf dem St.-Pauli-Friedhof in Dresden

Ilbergs Ruf als Pädagoge hatte sich trotz häufiger Ortswechsel derart verbreitet, dass er schon 1862 eine Direktorenstelle in Zwickau erhielt. Hier erlebte er den Deutschen Krieg (1866) und den Deutsch-Französischen Krieg (1870/1871). 1871 wechselte er als Direktor an das Gymnasium St. Afra in Meißen, 1874 an das Königliche Gymnasium der Dresdener Neustadt. In Anerkennung seiner Verdienste ernannte ihn das Sächsische Kultusministerium 1879 zum Geheimen Schulrat. In den folgenden Jahren nahm seine Gesundheit, auch bedingt durch die berufliche Überlastung, rapide ab. Neben rheumatischen Gelenkschmerzen traf ihn am 24. März 1883 ein schwerer Gehirnschlag, von dem er sich kaum erholte. Er bat um Versetzung in den Ruhestand und suchte den Kurort St. Blasien im Schwarzwald auf, wo ihn im Juli ein erneuter Anfall traf. Am 30. November 1883 starb er infolge eines dritten Gehirnschlags. Ilberg wurde auf dem St.-Pauli-Friedhof in Dresden bestattet.
Hugo Ilberg ist weniger als Wissenschaftler denn als Gymnasiallehrer bedeutend. Sein Ruf, sein pädagogisches Können und sein Einsatz für sein Amt machten ihn über die Grenzen seines jeweiligen Wirkungskreises hinaus bekannt. Sein Sohn, der spätere klassische Philologe Johannes Ilberg, veröffentlichte 1885 den Sammelband Friedrich Theodor Hugo Ilberg: Erinnerungen an sein Leben und Wirken, für seine Freunde und Schüler, dem auch ausgewählte lateinische und deutsche Schulreden sowie lateinische Gedichte seines Vaters beigegeben waren. Ein weiterer Sohn war der Psychiater Georg Ilberg (1862–1942).